# Ctenotus euclae
Espèce
Synonymes
- Ctenotus brooksi euclae Storr, 1971

Ctenotus euclae est une espèce de sauriens de la famille des Scincidae.

## Répartition
Cette espèce est endémique d'Australie. Elle se rencontre en Australie-Occidentale et en Australie-Méridionale.

## Description
Ctenotus euclae mesure de 26 à 51 mm de longueur standard.

## Étymologie
Son nom d'espèce lui a été donné en référence à son lieu de découverte, Eucla.

## Publication originale
- Storr, 1971 : The genus Ctenotus (Lacertilia: Scincidae) in South Australia. Records of the South Australian Museum, vol. 16, no 6, p. 1-15 (texte intégral).